# 1928 у футболі
Нижче наведені футбольні події 1928 року у всьому світі.

## Засновані клуби
- Лібертас (Сан-Марино)
- Сошо (Франція)

## Національні чемпіони
- Англія: Евертон
- Бельгія: Антверпен
- Греція: Аріс
- Данія: Болдклуббен 1903
- Ісландія: КР
- Нідерланди: Феєнорд
- Німеччина: Нюрнберг
- Парагвай: Олімпія (Асунсьйон)
- Польща: Вісла (Краків)
- Шотландія: Рейнджерс